# Gatos e internet

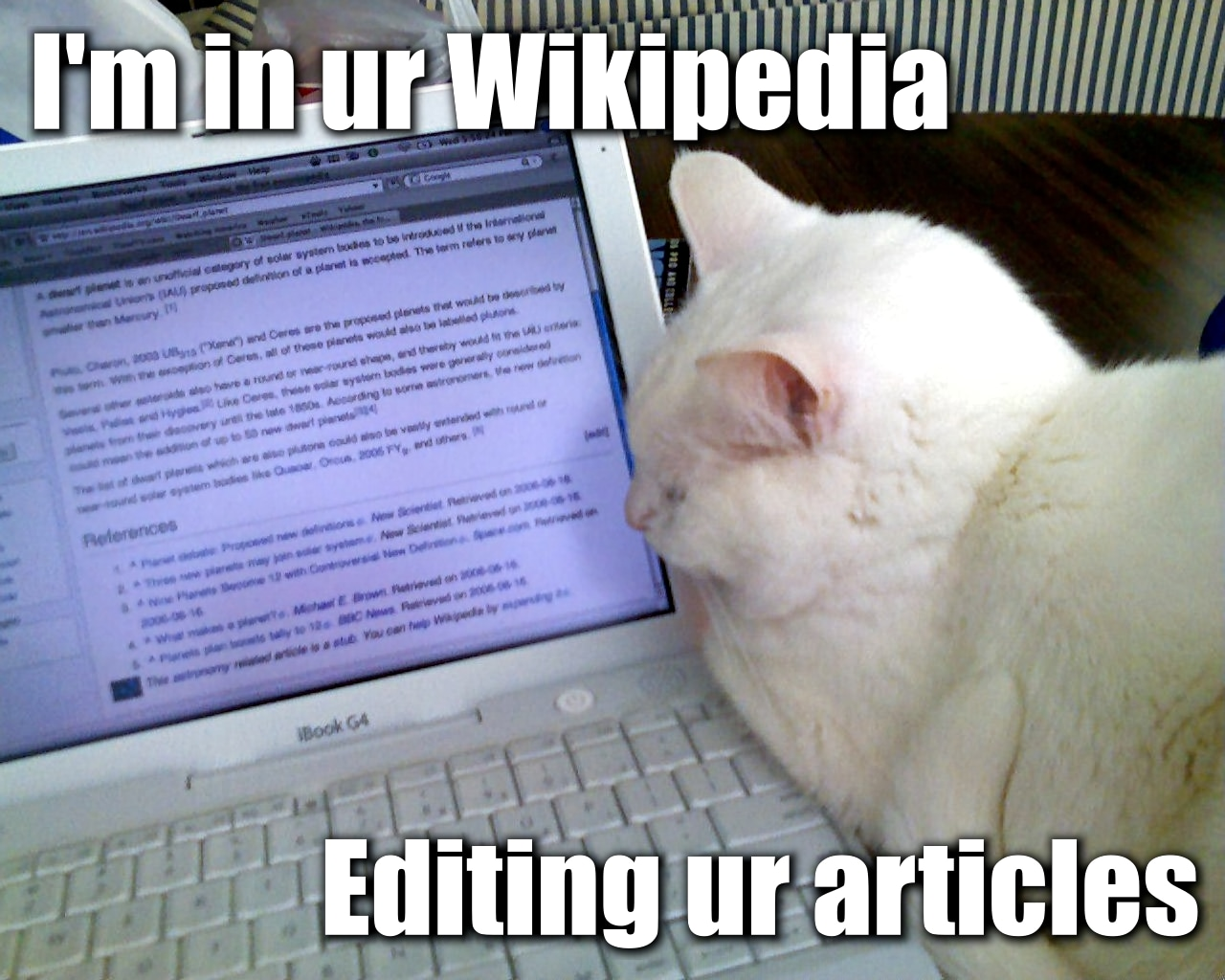
Una foto de Lolcat en Wikipedia.

La relación entre gatos e internet ha llamado la atención de investigadores y expertos. Aunque parezca frívolo, el contenido relacionado con gatos puede ayudar a estudiar cómo las personas interactúan con los medios y la cultura. El término cat content ("contenido gatuno") se refiere a la aparición de gatos en la cultura popular, los memes, libros, las revistas, y películas.
Desde principios de la década de 2010, el cat content y su recepción masiva han obtenido cada vez más atención por parte de la ciencia, así como de la misma cultura popular que lo generó. Sin embargo, los efectos del uso frecuente de internet para ver contenido gatuno solo han despertado el interés de la investigación científica desde mediados de la misma década.

## Historia
Los gatos han jugado un papel importante en el arte, la mitología y la literatura durante varios miles de años. En la antigüedad, en la ciudad egipcia de Bubastis (en griego: Βούβαστις), en el santuario de Bastet, una diosa de naturaleza amigable, cuyo animal sagrado era el gato y que ha sido retratada como un gato, se celebraba anualmente con alegría una fiesta bulliciosa, a la que asistían grandes multitudes de todo el país.
El filósofo Michel de Montaigne ya pensó en la relación gato-humano en el siglo XVI. Él se hizo la pregunta "Cuando juego con mi gata, ¿cómo sé que ella no juega conmigo?". Después de una historia variada de gatos y humanos, las fotografías de gatos se hicieron particularmente populares en el arte del siglo XIX, la literatura de ese siglo también trató con gatos. Por ejemplo, E. T. A. Hoffmann se hizo muy conocido por su obra Opiniones del gato Murr sobre la vida. 
Otros autores asociados con los gatos son Lewis Carroll, TS Eliot, Edgar Allan Poe, Doris Lessing, Charles Baudelaire, Mikhail Bulgakov y James Joyce. Para el influyente antropólogo Claude Lévi-Strauss, el intercambio de puntos de vista con un gato era un momento clave. Terminó su obra principal, Tristes trópicos, en la década de 1950 con la esperanza de que el hombre reconociera su naturaleza en la mirada entre gato y ser humano: "en la mirada -difícil de paciencia, alegría y perdón mutuos- que un acuerdo involuntario permite a veces intercambiar con un gato".
Los pioneros en el campo del cat content son el fotógrafo británico Harry Pointer, que ya fotografió gatos con ropa alrededor del 1870 y proporcionó comentarios a las fotos, Harry Whittier Frees, quien comenzó el año 1906 poniéndole un sombrero al gato familiar y consecuentemente lo fotografió, y Walter Chandoha, que fotografió gatos desde 1949.
Se discute si Frank the Cat fue el primer gato de Internet. Fue publicado por primera vez en Internet en 1994 y originalmente era un gato ordinario con acciones ordinarias. Hacia finales de la década de 1990 se hizo tendencia escanear gatos y subir las imágenes resultantes a internet. En esta acción, se puede ver el comienzo del contenido generado por el usuario.
El primer gato en YouTube fue "Pijamas", cuyo dueño era Steve Chen, cofundador de la plataforma.

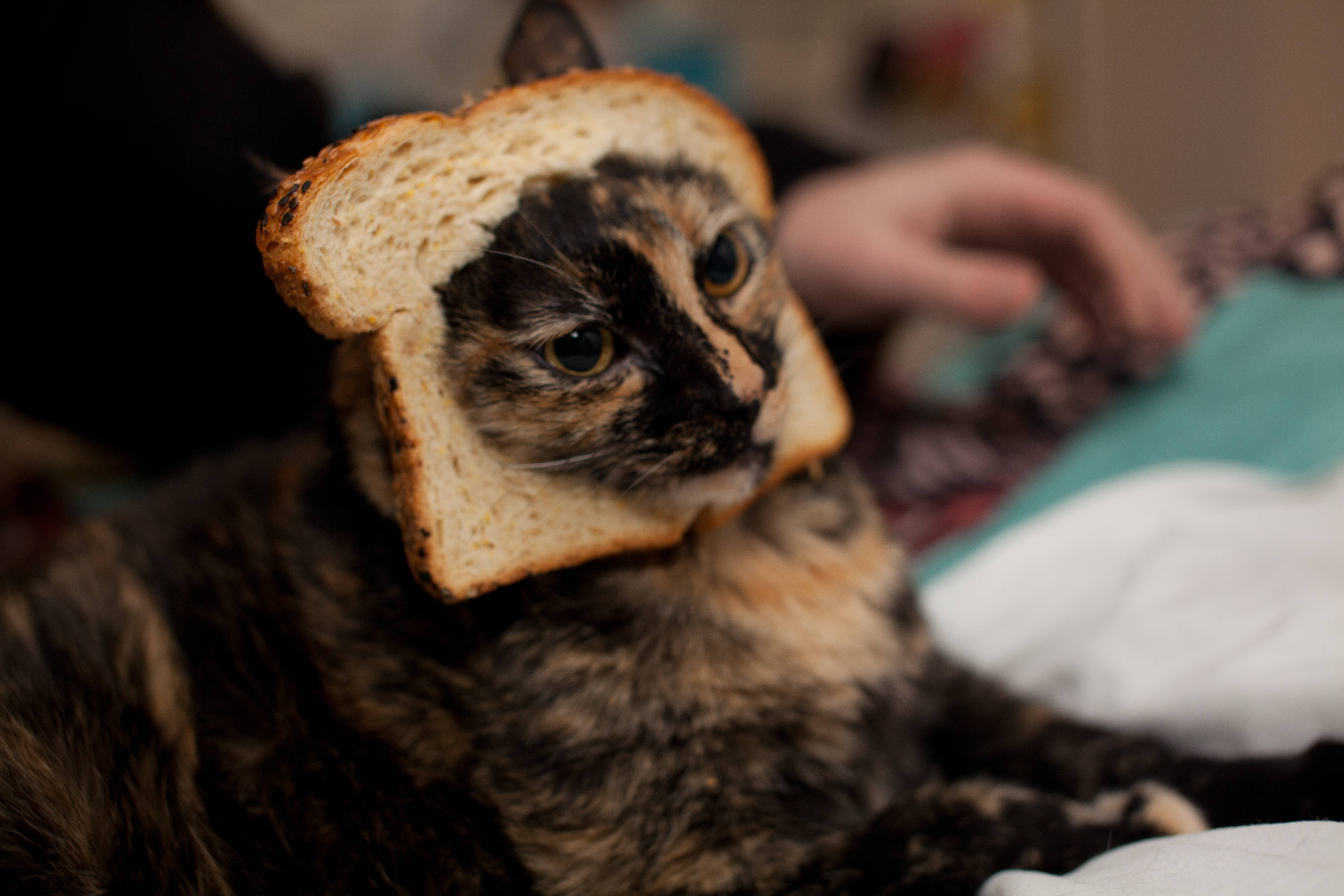
Un gato mirando a través de un pan.

A partir de 2006, Lolcats  se dio a conocer a través del blog "I Can Has Cheezburger". En poco tiempo, el blog se convirtió en una empresa económicamente floreciente. Keyboard Cat se filmó en 1984, pero llegó a su auge de visitas luego del 2000. Otros gatos conocidos en Internet son Grumpy Cat, Maru, Surprised Kitty y Henri, le Chat Noir, que se considera un gato existencialista.

## Situación mundial

### Alemania
Según la Agencia Federal de Redes (Bundesnetzagentur), aproximadamente el 30 por ciento del tráfico de datos en Alemania en 2016 fueron imágenes de animales. El 62 por ciento de este tráfico eran fotos de gatos.
Numerosas universidades de Alemania se sienten conectadas con los gatos en su campus. Las universidades con un gato son la Universidad de Constanza, la Universidad de Friburgo, la Universidad de Augsburgo, la Universidad de Hildesheim y la Universidad de Bayreuth.

### Latinoamérica
En Latinoamérica ya se ha vuelto casi cultural el uso de imágenes de gatos, usándolos en conversaciones cotidianas, algunos de los más usados por la época del 2019 es la imagen del gato de origen desconocido "Yo había ponido" , otro de ellos mas reciente como “gato oiia oiia” este gatito nació a raíz de la fotografía de Ethel, un michi rescatado cuya foto famosa que fue publicada en el grupo de Facebook “Cats On Catnip Group” en enero del 2019, usado hasta en propagandas publicitarias en pequeñas empresas, usado para hacer diversas canciones con su característico sonido.

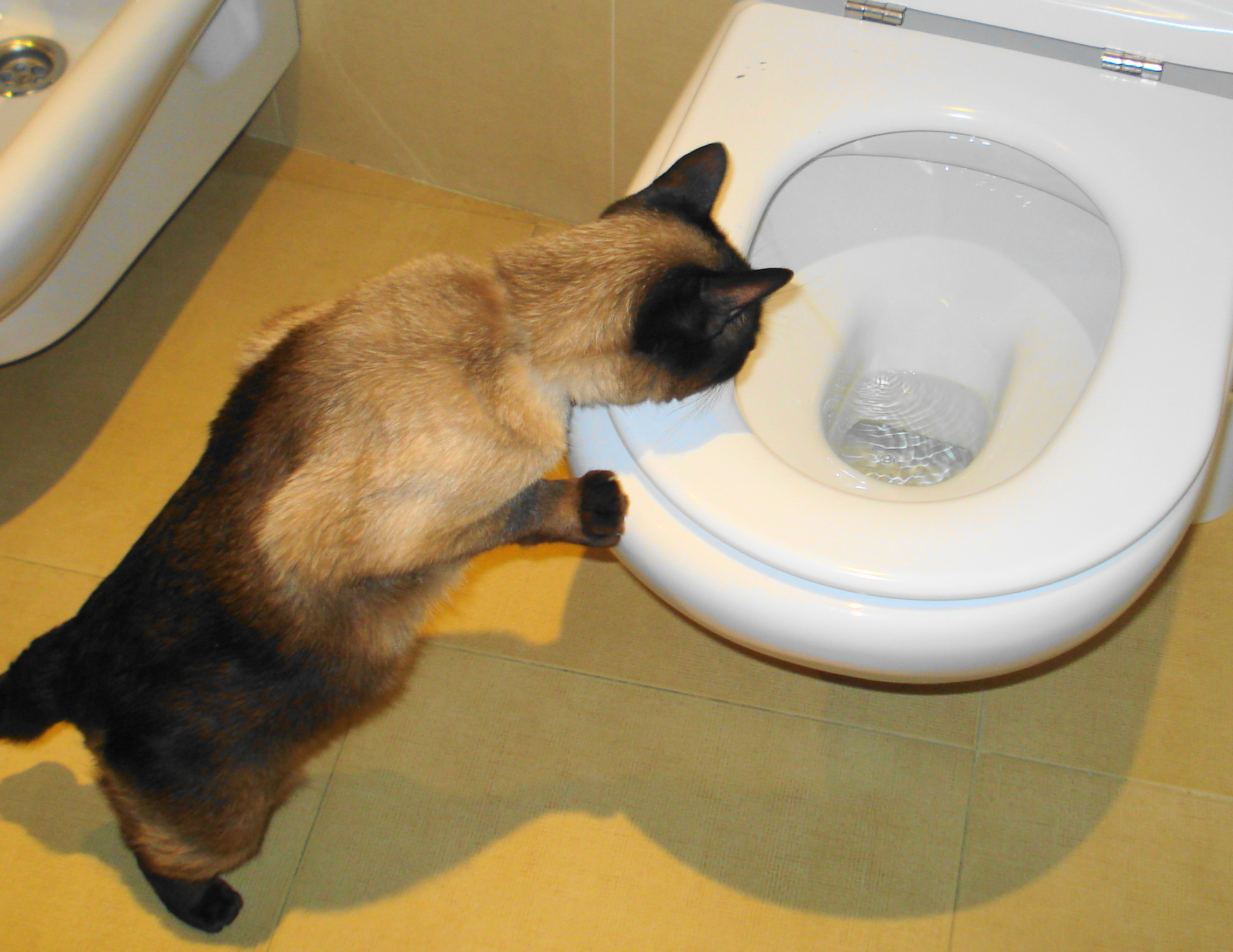
Una imagen de un gato curioso.

## Importancia del cat content para el discurso político
Según una teoría de los medios, el cat content promueve y permite el activismo en Internet. Los usuarios que no quieren ser políticamente activos en Internet también encuentran temas de discurso político en su búsqueda de entretenimiento.
Según estudios actuales, el cat content puede usarse para llamar la atención sobre otros temas popularmente considerados importantes. El contenido político transmitido por medios "más alegres" y "divertidos", como el cat content, se percibe y procesa aún más intensamente.
Se cree ampliamente que el encanto de los videos de gatos trasciende todos los límites de clase, género y nacionalidad.

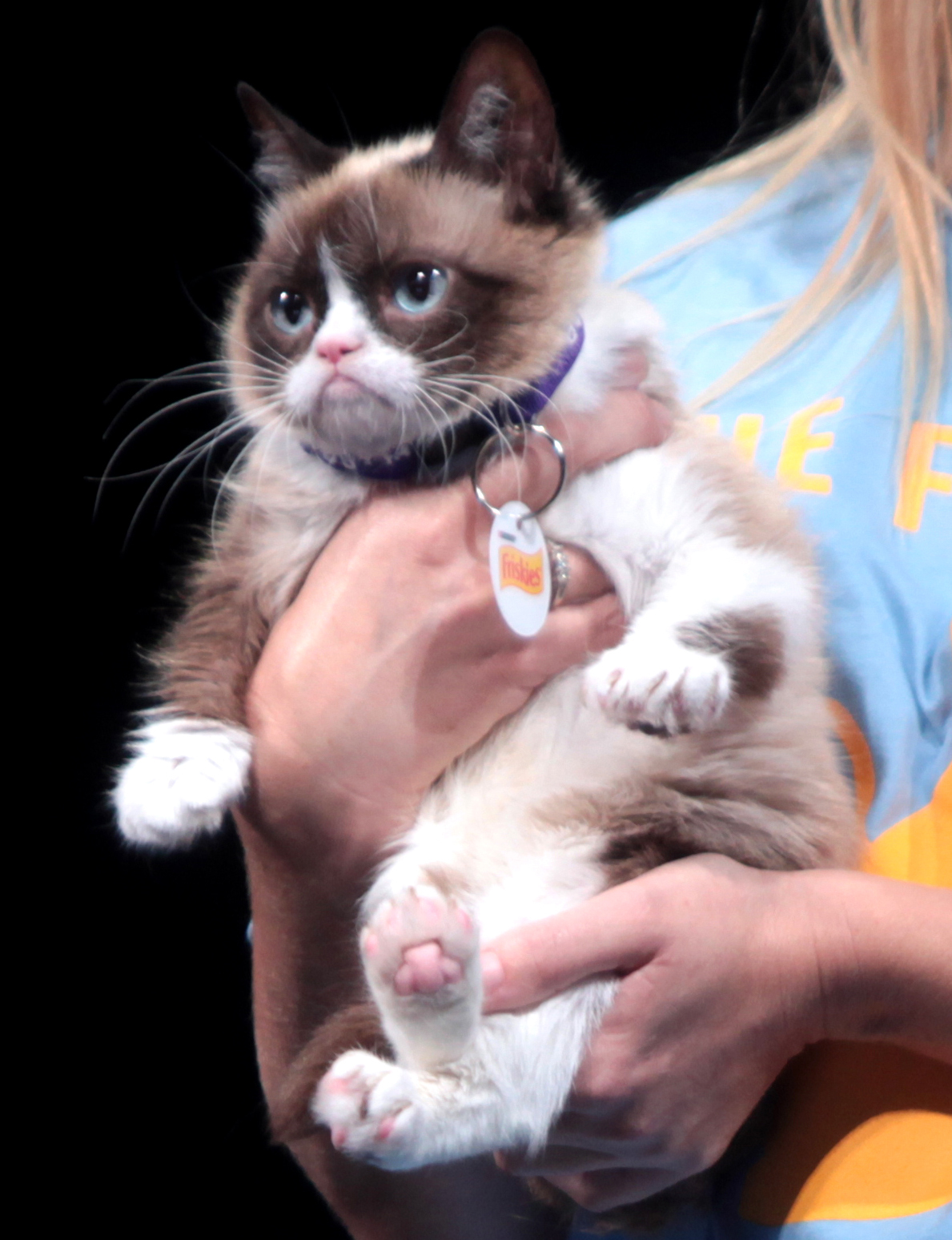
Grumpy Cat.

## Crítica
Algunas personas critican el cat content por los efectos negativos que podrían sufrir los gatos para generarlo. Algunas situaciones que se muestran en los vídeos de gatos pueden ser estresantes para estos animales y deben evitarse.

## Psicología
Desde una perspectiva psicológica, una razón para el éxito del cat content es la ternura. El fenómeno del contenido gatuno también está relacionado con el uso de los medios contemporáneos para aligerar el estado de ánimo, además, se puede ver en cortos intervalos, parar de hacerlo y volver cuando se desee. En psicología, se puede comparar este comportamiento con el consumo de un pequeño caramelo cada cierto intervalo de tiempo.